# Diotarus verrucifer
Diotarus verrucifer är en insektsart som beskrevs av Carl Stål 1877. Diotarus verrucifer ingår i släktet Diotarus och familjen torngräshoppor. Inga underarter finns listade i Catalogue of Life.